# Усцимув (гмина)
Усцимув (пол. Uścimów) — сельская гмина (волость) в Польше, входит как административная единица в Любартувский повет, Люблинское воеводство. Население — 3379 человек (на 2004 год).

## Соседние гмины
1. Гмина Дембова-Клода
2. Гмина Людвин
3. Гмина Острув-Любельски
4. Гмина Парчев
5. Гмина Сосновица